# پناهگاه حیات وحش خوش ییلاق
پناهگاه حیات وحش خوش ییلاق یک پناهگاه حیات وحش با مساحت ۱۵۰۳۸۹ هکتار است که در استان سمنان در ایران قرار دارد. این پناهگاه حیات وحش طبق مصوبهٔ شمارهٔ ۵۸۶ در تاریخ ۱۳۵۷/۷/۱۷ در فهرست مناطق تحت حفاظت سازمان محیط زیست ایران قرار گرفت.